# 湄潭県
湄潭県（びたんけん）は中華人民共和国貴州省遵義市の管轄下にある県。

## 行政区画
- 街道：湄江街道、黄家壩街道、魚泉街道
- 鎮：洗馬鎮、西河鎮、馬山鎮、復興鎮、永興鎮、天城鎮、興隆鎮、抄楽鎮、高台鎮、新南鎮、茅坪鎮、石蓮鎮

## 交通

### 道路
- 高速道路
  - 杭瑞高速道路
  - 銀百高速道路
- 国道
  - G326国道